# NGC 2280
NGC 2280 (другие обозначения — ESO 427-2, MCG -5-16-20, UGCA 131, AM 0642-273, IRAS06428-2735, PGC 19531) — спиральная галактика (Sc) в созвездии Большой Пёс.
Этот объект входит в число перечисленных в оригинальной редакции «Нового общего каталога».
В галактике вспыхнула сверхновая SN 2001fz типа II, её пиковая видимая звездная величина составила 17,4.
Галактика NGC 2280 входит в состав группы галактик NGC 2280. Помимо NGC 2280 в группу также входят NGC 2293, ESO 490-45, ESO 490-10 и NGC 2292.